# Eocyphinium

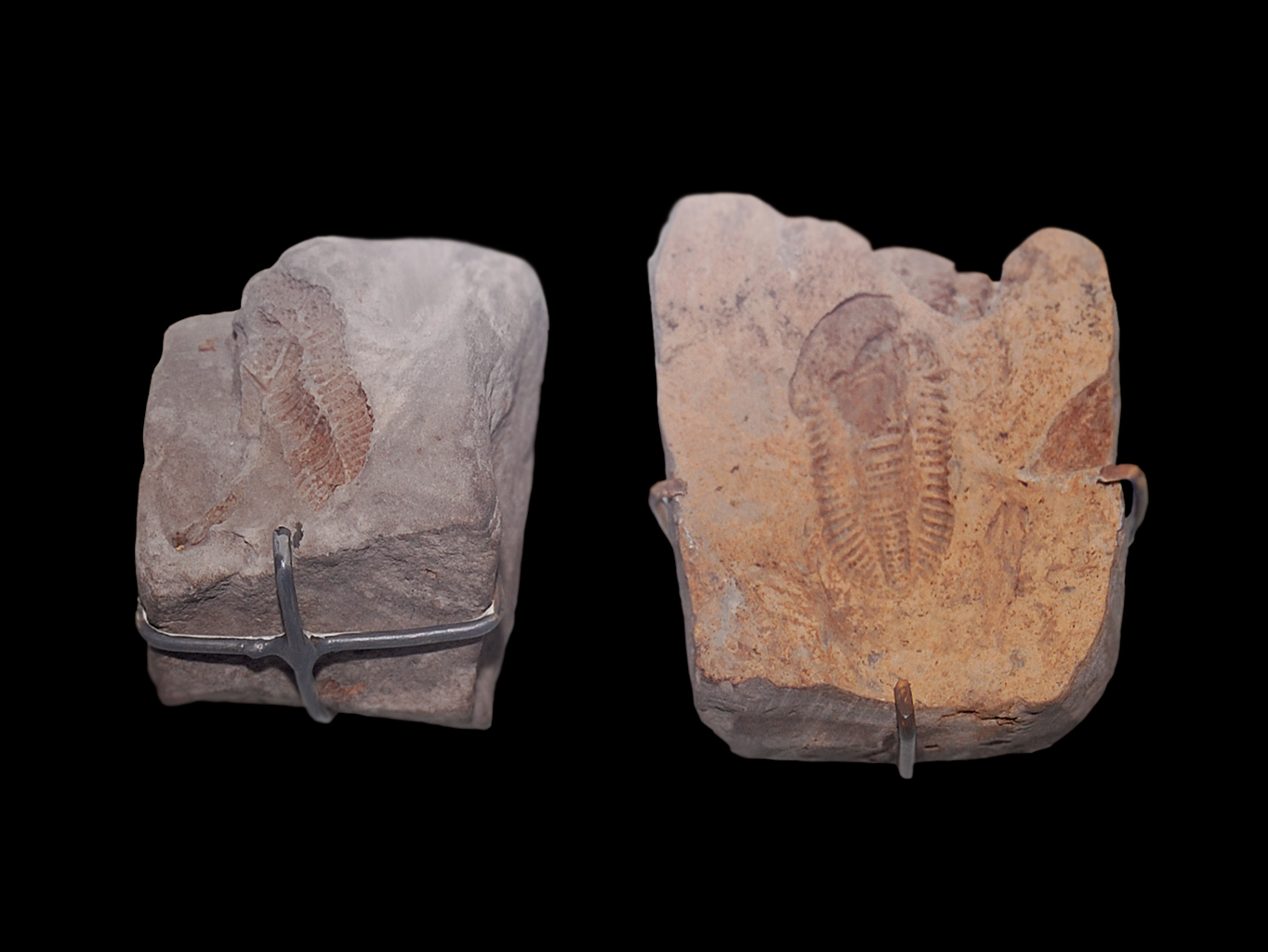
Fossili di Eocyphinium

Eocyphinium è stato un trilobite dell'ordine Proeteida, della famiglia Cummingellidae vissuto nell'era Paleozoica del Carbonifero.

## Descrizione
La maggior parte dello scudo cefalico di Eocyphinium è occupata dalla glabella, nella quale è chiaramente definito il primo paio di solchi. Il torace possiede nove segmenti convessi e lo scudo cefalico è grande, con molti segmenti nell'asse e nelle pleure. Questo trilobite misurava in media 3 cm di lunghezza.

## Habitat
Eocyphinium viveva in acque poco profonde, la sua distribuzione geografica è in Nordamerica ed Europa.